# Meteugoa ochrivena
Meteugoa ochrivena är en fjärilsart som beskrevs av George Francis Hampson 1898. Meteugoa ochrivena ingår i släktet Meteugoa och familjen björnspinnare. Inga underarter finns listade i Catalogue of Life.